# زک بوغوسیان

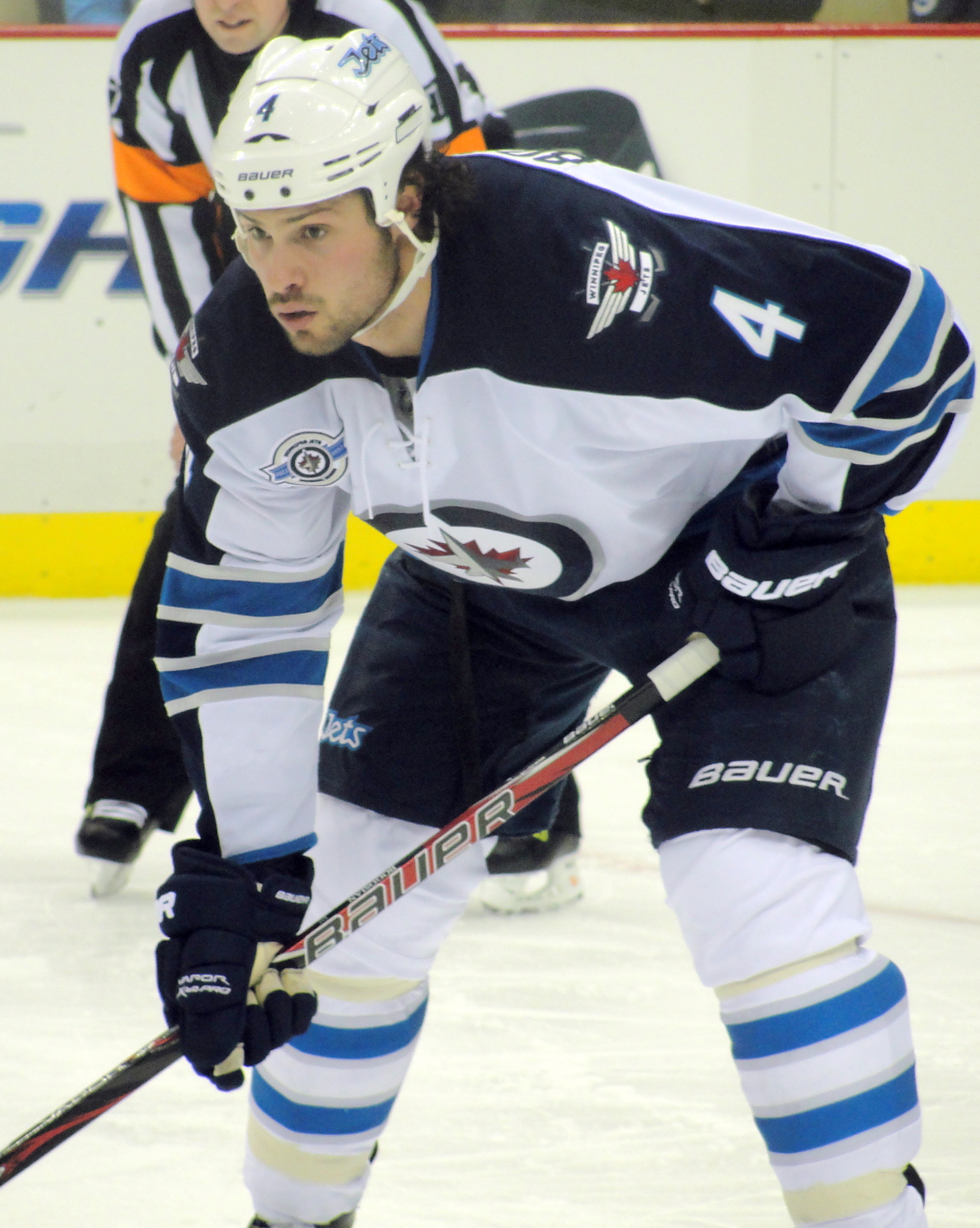

زاکاری ام. بوغوسیان (ارمنی: Զաքարի Մ. Պողոսյան؛ انگلیسی: Zachary M. Bogosian زادهٔ ۱۵ ژوئیهٔ ۱۹۹۰) بازیکن هاکی روی یخ ارمنی‌تبار اهل ایالات متحده آمریکا است وی از سال ۲۰۱۴ عضو باشگاه بوفالو سابرز می‌باشد. وی از سال ۲۰۰۸ در لیگ ملی هاکی بازی می‌کند.
بوغوسیان سابقه بازی در باشگاه‌های پیتبورو پتز، شیکاگو وولز، آتلانتا ترشرز، وینیپگ جتس در کارنامه دارد.